# Люцерн-Штадт
Люцерн-Штадт (нім. Wahlkreis Luzern-Stadt) — виборчий округ у Швейцарії в кантоні Люцерн.

## Громади
У таблиці наведено список громад округу станом на 2022 рік, населення та площа станом на 2019 рік.

| Українська назва | Оригінальна назва | Код BFS | Населення | Площа |
| ---------------- | ----------------- | ------- | --------- | ----- |
| Люцерн           | Luzern            | 1061    | 82257     | 29,1  |